# Třída Storoževoj (1905)
Třída Storoževoj (jinak též třída Dějatělnyj) byla třída torpédoborců ruského carského námořnictva. Celkem bylo postaveno osm jednotek této třídy. Všechny byly zařazeny do Baltského loďstva. Torpédoborce byly nasazeny za první světové války, jeden byl ve válce potopen a zbývající ve 20. letech dosloužily v řadách sovětského námořnictva.

## Stavba
Celkem bylo postaveno osm jednotek této třídy. Konstrukce byla podobná starší třídě Bojkij. Stavbu provedly v letech 1904–1907 loděnice Něvskij v Petrohradu.
Jednotky třídy Storoževoj:
| Jméno       | Založený kýlu | Spuštěna | Vstup do služby | Status                                                 |
| ----------- | ------------- | -------- | --------------- | ------------------------------------------------------ |
| Storoževoj  | 1904          | 1906     | 1906            | Roku 1918 byl převeden na Kaspické moře. Vyřazen 1925. |
| Silnyj      | 1904          | 1906     | 1906            | Vyřazen 1922.                                          |
| Strojnyj    | 1904          | 1907     | 1907            | Dne 28. srpna 1917 ztroskotal v Irbenském průlivu.     |
| Razjaščij   | 1904          | 1906     | 1907            | Vyřazen 1922.                                          |
| Raztoropnyj | 1905          | 1906     | 1907            | Roku 1918 byl převeden na Kaspické moře. Vyřazen 1922. |
| Dějatělnyj  | 1905          | 1907     | 1907            | Roku 1918 byl převeden na Kaspické moře. Vyřazen 1923. |
| Dělnyj      | 1905          | 1907     | 1907            | Roku 1918 byl převeden na Kaspické moře. Vyřazen 1925. |
| Dostojnyj   | 1905          | 1907     | 1907            | Vyřazen 1922.                                          |

## Konstrukce

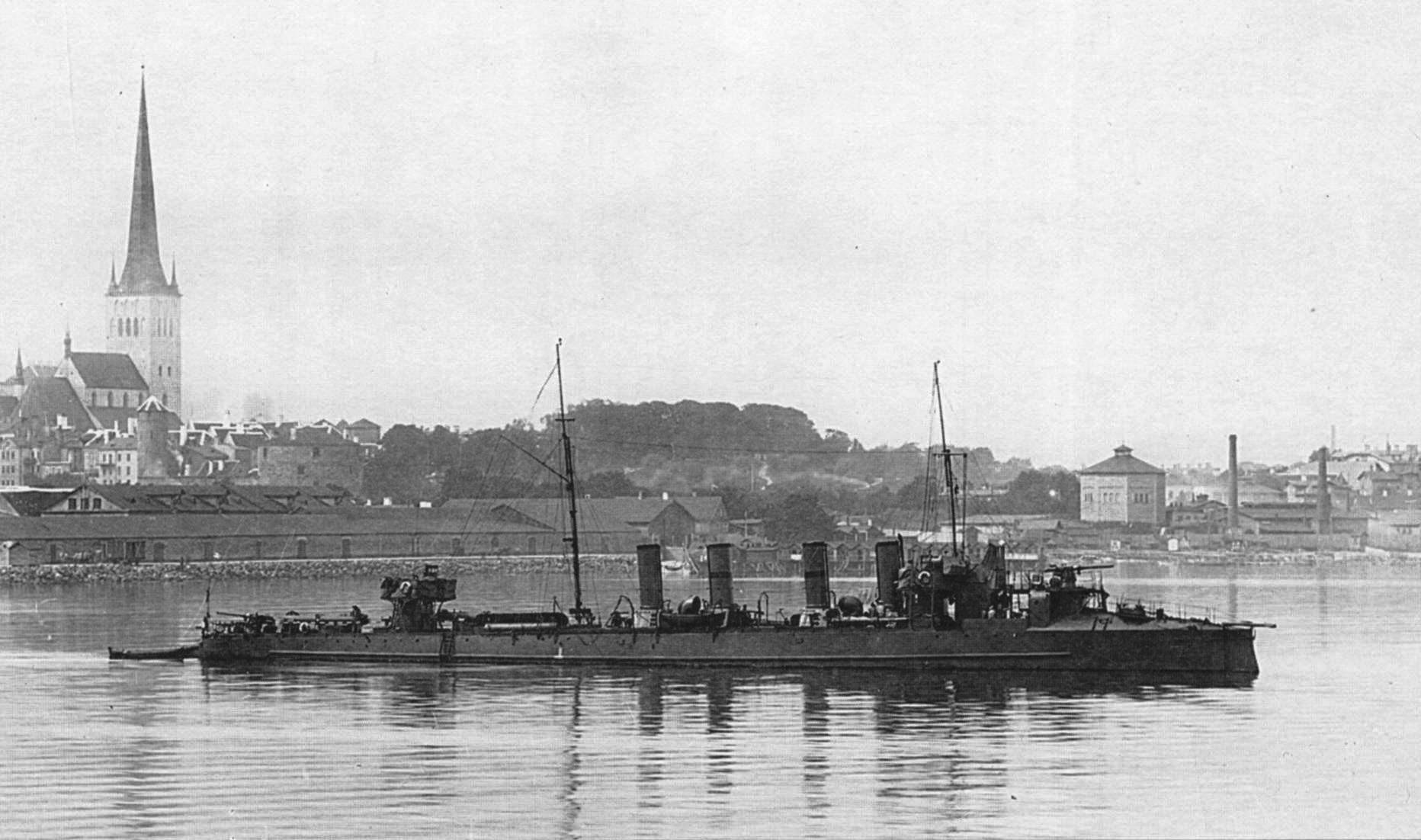
Razjaščij

Torpédoborce nesly dva 75mm kanóny, šest 7,62mm kulometů a dva 457mm torpédomety. Během služby byly vybaveny pro nesení 14 min. Pohonný systém tvořily čtyři kotle Normand a dva parní stroje o výkonu 5800 hp, pohánějící dva lodní šrouby. Nejvyšší rychlost dosahovala 27 uzlů. Dosah byl 800–900 námořních mil při rychlosti 15 uzlů.